# 愛媛文華館
公益財団法人愛媛文華館（こうえきざいだんほうじんえひめぶんかかん）は、愛媛県今治市黄金町にある美術館である。

## 概要
愛媛県で最も古い美術館であり、今治市在住の二宮兼一が長年収集した日本・中国・朝鮮の古陶器並びに各種美術品をことごとく提供して、財団法人愛媛文華館を設立し、古代ならびに、中世・近世にわたる美術工芸品研究の場として一般に公開したものである。
日本･朝鮮･中国の古陶磁器を中心に茶具や刀剣・漆工芸品など約1,500点が展示されている。日本ではこの館にしかないものも多く研究で訪れる人も多くいる。

## 主な展示
- 唐三彩
- 彩陶犬
- 白磁鳥絵丸文壷
- 大名物唐物茶入志野丸壷
- 印籠（山田常嘉斎作）

## 利用案内
- 所在地：愛媛県今治市黄金町2丁目6-2
- 開館時間：10:00～16:00
- 休館日：月曜日（祝日の場合は翌日）、祝日の翌日、8月14日～16日、12月29日～1月3日
- 駐車場：15台

## アクセス
- 瀬戸内運輸（バス）「今治城」停留所で下車して徒歩で約5分。
- JR今治駅から徒歩で約20分。
- 今治港より徒歩10分

## 周辺
- 今治城
- 今治港